# Nottingham Trent University
Nottingham Trent University (NTU) is een staatsuniversiteit in Nottingham, Engeland.
De oprichting van de universiteit vindt zijn oorsprong in 1843. Het werd in 1970 als Trent Polytechnic opgericht en kreeg in 1992 universiteitsstatus. De universiteit is een van de grootste van het Verenigd koninkrijk met meer dan 25.000 studenten.

## Structuur
Nottingham Trent bestaat uit drie faculteiten/scholen. Deze brengen 9 scholen samen en omvatten vrijwel elke discipline:
- College of Business, Law and Social Sciences
  - Nottingham Business School
  - Nottingham Law School
  - School of Social Sciences
- College of Art & Design and Built Environment
  - School of Art & Design
  - School of Architecture, Design and the Built Environment
- College of Arts and Science
  - School of Animal, Rural and Environmental Sciences
  - School of Arts and Humanities
  - School of Education
  - School of Science and Technology

## Handels- en industriële links
Als een van de grootste instellingen voor hoger onderwijs in het Verenigd Koninkrijk en een toonaangevende 'nieuwe' universiteit, beweert Nottingham Trent University een uitstekende reputatie te hebben voor het werken met het bedrijfsleven en de industrie op alle niveaus. NTU heeft gevestigde industriële contacten met een aantal nationale en multinationale bedrijven, zoals Microsoft

## Campussen
Nottingham Trent Universiteit heeft drie campussen:
- City site
- Clifton campus
- Brackenhurst campus

## Rankings and reputatie
In 2007 schreef The Guardian het volgende: "NTU is one of the top places in the country for graduate employment" en de universiteit krijgt significante internationale erkenning voor werk in Kunst en Design, Communicatie, Business, Culturele en Media onderzoeken, Engelse taal en Literatuur, andere studies en beroepen gerelateerd tot geneeskunde, Frans en wetgeving.